# القطار الكهربائي السريع (مصر)
القطار الكهربائي السريع أو حابي هو مشروع إنشاء أربع خطوط لقطار سكة حديد كهربائي فائق السرعة لنقل الأفراد والبضائع في مصر بإجمالي أطوال حوالي 2000 كم، الخط الأول يربط بين مدينتي العين السخنة ومرسى مطروح، والثاني يربط بين مدينتي السادس من أكتوبر وأبو سمبل، والثالث يربط بين مدينتي قنا وسفاجا، والرابع يربط بين مدينتي بورسعيد وأبو قير تقوم بانشائه تحالف شركات سيمنز الألمانية، المقاولون العرب وأوراسكوم كونستراكشون، حيث ستقوم سيمنز بتنفيذ جميع أعمال أنظمة المشروع الكهربائية، الميكانيكية، السيطرة والتحكم وكذلك تصنيع وتوريد القطارات الكهربائية وإنشاء ورشة الصيانة وتركيب معداتها، فيما تقوم شركتي المقاولون العرب وأوراسكوم بتنفيذ الجسور الترابية، الكباري، الأعمال الصناعية للمسار، محطات الركاب والأسوار. علما بأن الاستشاري العام للمشروع بخطوطه الثلاثة هي شركة سيسترا الفرنسية.
تبلغ تكلفة الإنشاء حوالي 11 مليار دولار أمريكي، وسيقوم اتحاد شركتي دويتشه بان والسويدي اليكتريك بإدارة وتشغيل الخطوط الثلاثة لمدة 15 سنة قابلة للتجديد 15 سنة أخرى بإجمالي تعاقد 30 سنة. يعتبر مشروع القطار الكهربائي السريع أحد عناصر منظومة النقل النظيف للأفراد باستخدام الطاقة الكهربائية في مصر والتي تتكون من ترام الإسكندرية، مترو الإسكندرية، مترو القاهرة، المونوريل، والقطار الكهربائي الخفيف LRT، والأتوبيس الترددي BRT، كذلك يعمل بالتوازي مع سكك حديد مصر لنقل الركاب والبضائع من وإلى المدن والموانئ المصرية الرئيسية.

## الشركة المشغلة
أسندت الهيئة القومية للأنفاق إدارة خطوط القطار الكهربائى السريع الثلاثة لإتحاد شركتي السكك الحديدية الألمانية دويتشه بان والسويدي اليكتريك وذلك لمدة 15 سنة قابلة للتجديد لمدة 15 سنة أخرى.

## تمويل مشروع الإنشاء

### جهات التمويل الدولية
- هيئة تنمية الصادرات الألمانية.
- هيئة تنمية الصادرات الإيطالية.
- البنك الإسلامي للتنمية.

### اتفاقيات التمويل
- قرار رئيس الجمهورية رقم 145 لسنة 2023 في شأن الموافقة على اتفاقيات التمويل (القرض) التى وقعتها وزارة النقل ممثلة في الهيئة القومية للأنفاق، المقدمة من عدة بنوك أوروبية بضمان هيئة تنمية الصادرات الألمانية (HERMES) بمبلغ 1,991,648,246 يورو، وهيئة تنمية الصادرات الايطالية (SACE) بمبلغ 268,800,541.31 يورو، لتمويل مشروع انشاء الخط الأول لشبكة القطار الكهربائي السريع بين (العين السخنة - الاسكندرية - العلمين - مطروح).[13][14]
- قرار رئيس الجمهورية رقم 219 لسنة 2024 في شأن الموافقة على اتفاق القرض بين حكومة جمهورية مصر العربية والبنك الإسلامي للتنمية بقيمة 318 مليون يورو لإنشاء الخط الأول من شبكة القطار الكهربائي السريع (العين السخنة/ العلمين/ مرسى مطروح).[15]

## خطوط القطار

### الخط الأول (العين السخنة - مرسى مطروح)
أُطلق عليه اسم «الخط الأخضر»، ويربط بين مدينة العين السخنة على ساحل البحر الأحمر بمحافظة السويس ومدينة مرسى مطروح على ساحل البحر الأبيض المتوسط بمحافظة مطروح، بطول 660 كم، وتبلغ تكلفة الخط حوالي 4.45 مليار دولار أمريكي. وسيعمل على الخط عدد 15 قطار سريع بسرعة تصميمية تبلغ 230 كم/س، 24 قطار إقليمي بسرعة 160 كم/س، و15 قاطرة بضائع بسرعة 120 كم/س، وسيبلغ زمن الرحلة بالقطار السريع من بدايته حتى نهايته حوالي 4 ساعات، وسيتقاطع القطار مع القطار الكهربائي الخفيف LRT في محطة القطارات المركزية بالعاصمة الإدارية الجديدة، ومع الخط الثاني للقطار السريع في محطة تبادلية بمدينة حدائق أكتوبر، ومع الخط الثاني لمونوريل القاهرة في محطة نقابة المهندسين بمدينة السادس من أكتوبر، بدأ العمل فيه في مايو 2021 ومن المقرر تشغيله في ديسمبر 2026.

#### محطات الركاب
يبلغ عدد محطات الخط 21 محطة (10 محطات سريعة + 11 محطة إقليمية) وهي:
1. العين السخنة "سريعة"
2. العاصمة الإدارية "سريعة"
3. محمد نجيب
4. القاهرة "سريعة"
5. الجيزة
6. حدائق أكتوبر "سريعة" (تبادلية مع الخط الأزرق)
7. السادس من أكتوبر
8. سفنكس الجديدة
9. مدينة السادات "سريعة"
10. وادي النطرون
11. النوبارية الجديدة
12. الإسكندرية "سريعة"
13. برج العرب
14. الحمام
15. العلمين الجديدة "سريعة"
16. سيدي عبد الرحمن
17. الضبعة "سريعة"
18. سوان ليك
19. رأس الحكمة "سريعة"
20. ألماظة باي
21. مرسى مطروح "سريعة".[16][21][22]

### الخط الثاني (محافظات الصعيد)
أُطلق عليه اسم «الخط الأزرق»، يربط مدينة حدائق أكتوبر بمحافظة الجيزة وأبو سمبل بمحافظة أسوان مروراً بمحافظات صعيد مصر بموازاة نهر النيل في الاتجاه الغربي، بطول 1100 كم، وتبلغ التكلفة المبدئية للمشروع أكثر من 6 مليار دولار أمريكي، ومن المقرر أن يعمل على المشروع عدد 19 قطار سريع بسرعة تصميمية تبلغ 230 كم/س، 45 قطار إقليمي بسرعة 160 كم/س، و20 قاطرة بضائع بسرعة 120 كم/س، وسيبلغ زمن الرحلة بالقطار السريع من بدايته حتى نهايته حوالي 5 ساعات فقط، وسيتقاطع القطار مع "الخط الأخضر" في محطة تبادلية بمدينة حدائق أكتوبر، ومع الخط "الخط الأحمر" في محطة تبادلية بمدينة قنا، وبدأت أعمال الإنشاءات في مارس 2022.

#### محطات الركاب
عدد محطات الخط الثاني 36 محطة (10 محطات سريعة + 26 محطة إقليمية) هي:
حدائق أكتوبر "محطة تبادلية من الخط الأخضر"
1. الفيوم / بني سويف
2. المنيا
3. أسيوط
4. سوهاج
5. قنا "محطة تبادلية مع الخط الأحمر"
6. الأقصر
7. إدفو
8. مطار أسوان
9. توشكى
10. أبوسمبل

و26 محطة للقطارات الإقليمية هي:
1. العياط
2. الفشن
3. العدوة
4. بني مزار
5. سمالوط
6. أبو قرقاص
7. ملوي
8. ديروط
9. القوصية
10. منفلوط
11. أبوتيج
12. الغنايم
13. طهطا
14. جهينة
15. أبيدوس
16. فرشوط
17. نجع حمادي
18. دشنا
19. قوص
20. أرمنت
21. إسنا
22. السباعية
23. كلابشة
24. دراو
25. أسوان الجديدة
26. ميدكوم.[27][28]

### الخط الثالث (قنا - سفاجا)
أُطلق عليه اسم «الخط الأحمر»، ويربط مدينة قنا جنوب مصر على نهر النيل بمدينتي الغردقة وسفاجا على ساحل البحر الأحمر بمحافظة البحر الأحمر بطول 225 كم، وسيعمل على الخط عدد 6 قطارات سريعة بسرعة تصميمية تبلغ 230 كم/س، وعدد 16 قطار إقليمي بسرعة 160 كم/س، وعدد 6 قاطرة بضائع بسرعة 120 كم/س، وسيتقاطع القطار مع الخط الثاني للقطار السريع في محطة تبادلية بمدينة قنا.

#### محطات الركاب
يبلغ عدد محطات الخط 3 محطات بواقع 2 محطة قطار سريع وعدد 1 محطة إقليمية وهي:
قنا "محطة تبادلية من الخط الأزرق"
1. الغردقة
2. سهل حشيش "إقليمية"
3. سفاجا.[30]

### الخط الرابع (غرب بورسعيد - أبو قير الجديدة)
يمتد الخط على طول الساحل الشمالي الشرقي من غرب ميناء غرب بورسعيد على مدخل قناة السويس وخط السكك الحديد القائم بين بورسعيد والإسماعيلية، ثم يمتد بمحاذاة الطريق الساحلي الدولي حتى مدينة الأثاث بدمياط ثم ميناء دمياط، فمدينة دمياط الجديد والميناء الجاف ثم جمصة ويمر بمدينة المنصورة الجديدة، فدلتا مارينا والبرلس ويصل إلى رشيد الجديدة بعد ما يمر بمطوبس وأخيرا إلى ميناء أبوقير الجديد الذي سيتبادل الخدمة فيه مع مترو الاسكندرية.